# Quadra 950

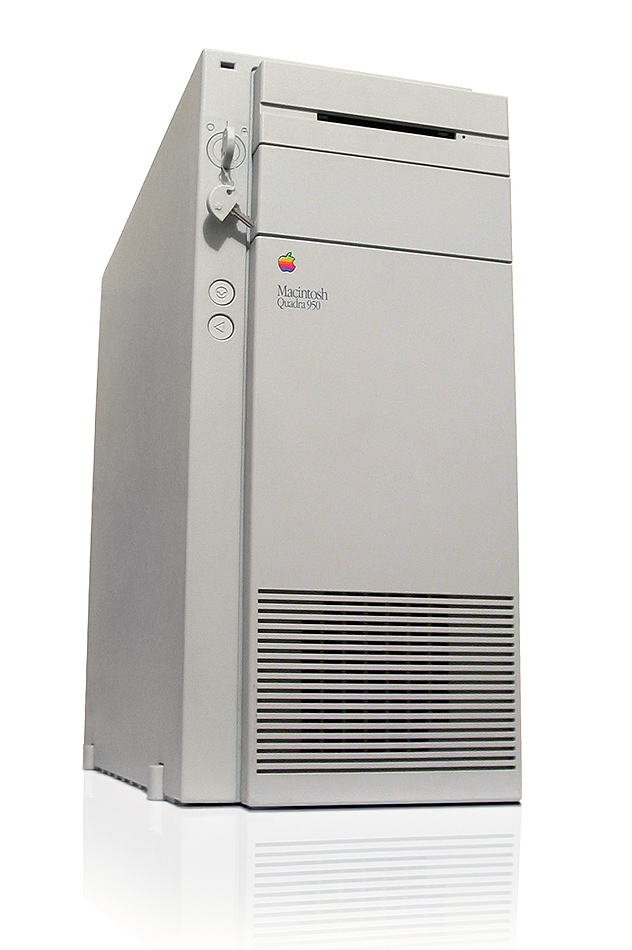
Computadora Macintosh Quadra 950.

Macintosh Quadra 950 es una computadora de la familia Quadra de Apple Inc., que es el sucesor del Macintosh Quadra 900
Este computador corre el Sistema operativo System 7.

## Características técnicas[1]
- Procesador: 68040, con coprocesador matemático, PMMU, y arquitectura de caché de memoria de 8 KB incorporados.
- Velocidad: 33 MHz.
- Memoria: 8 MB de RAM expandible a 256 MB.
- Apple SuperDrive; Espacio para tres dispositivos internos de almacenamiento adicionales.
- Conexiones LocalTalk y Ethernet incorporadas; software de interconexión en red AppleTalk.
- Cinco ranuras de expansión NuBus, una ranura de expansión directa al procesador.
- Dos puertos seriales, puerto SCSI, puerto ADB, puerto de salida de video, puertos de entrada y salida de vídeo
- Unidades de CD-ROM o unidades de cartucho removible.
- Puede exhibir hasta 256 colores o tonos de gris en todos los monitores Apple y con RAM de vídeo adicional, hasta 16.7 millones de colores en los monitores Macintosh en color de 14 y 16 pulgadas.